# Bettmeralp

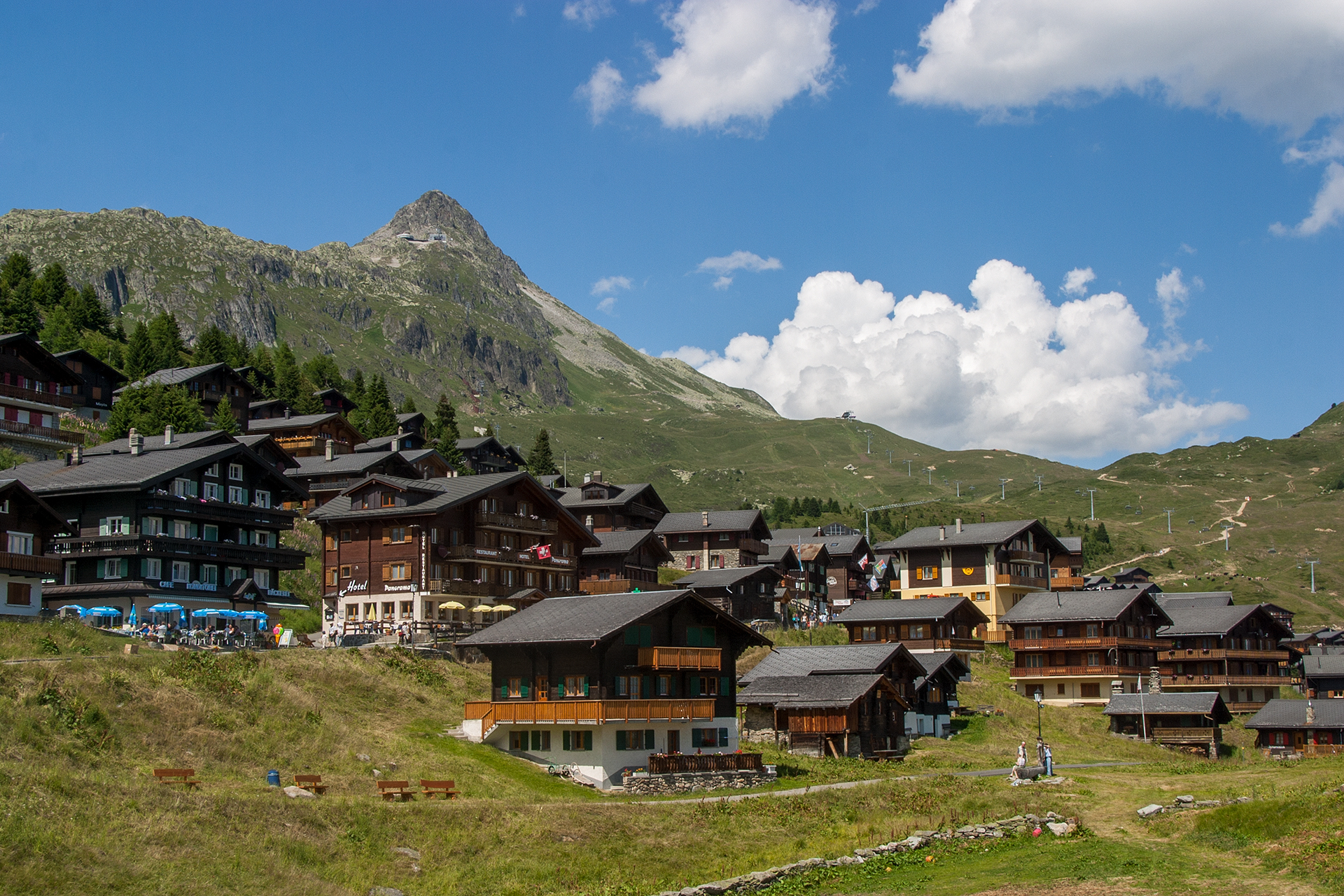
Bettmeralp mit Bettmerhorn

Bettmeralp ist seit dem 1. Januar 2014 ein Ortsteil der gleichnamigen Gemeinde Bettmeralp im Schweizer Kanton Wallis. Bis Ende 2013 war sie ein Ortsteil der früheren Gemeinde Betten.

## Geographie und Klima

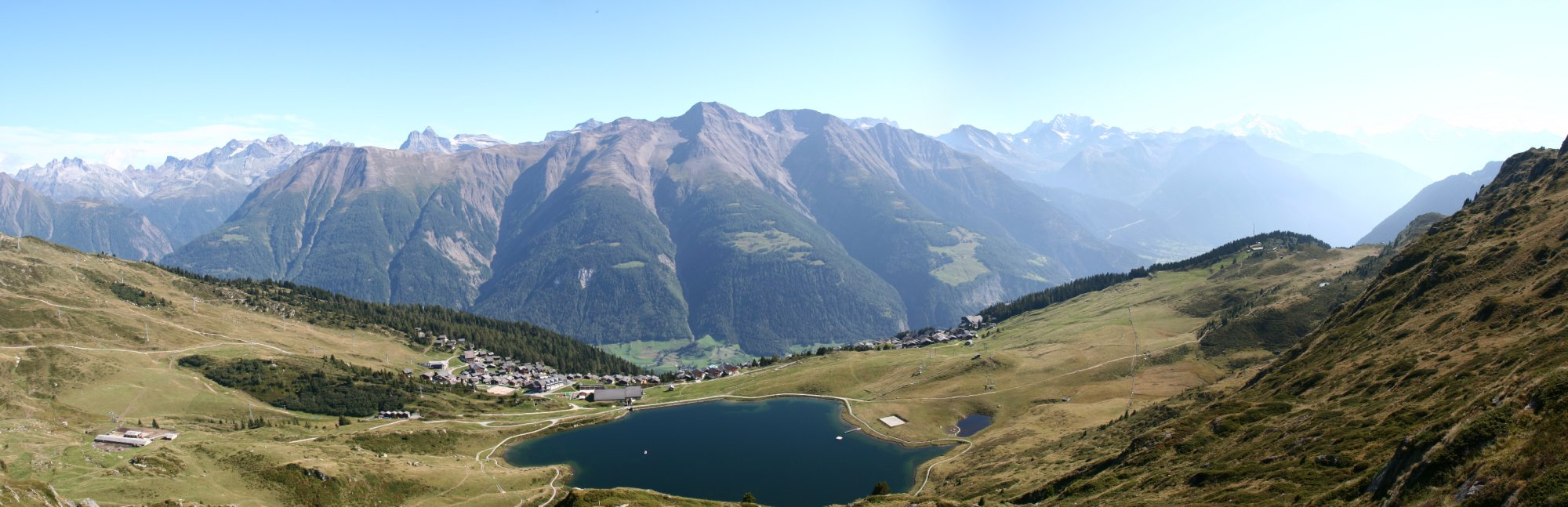
Bettmersee oberhalb Bettmeralp, Blick auf Bättlihorn

Die Bettmeralp liegt auf 1948 m ü. M. oberhalb des Hauptortes Betten auf einem autofreien Hochplateau. Die Hochebene grenzt direkt nach Norden an den Aletschgletscher und neigt sich nach Süden von etwa 2100 m ü. M. leicht bis auf 1800 m ü. M. ab, bevor der Bannwald bis tief in das Tal der Rhone abfällt. Seit 2001 gehört das ganze Gebiet zum UNESCO-Weltnaturerbe Schweizer Alpen Jungfrau-Aletsch.

Historisches Luftbild von Werner Friedli von 1949

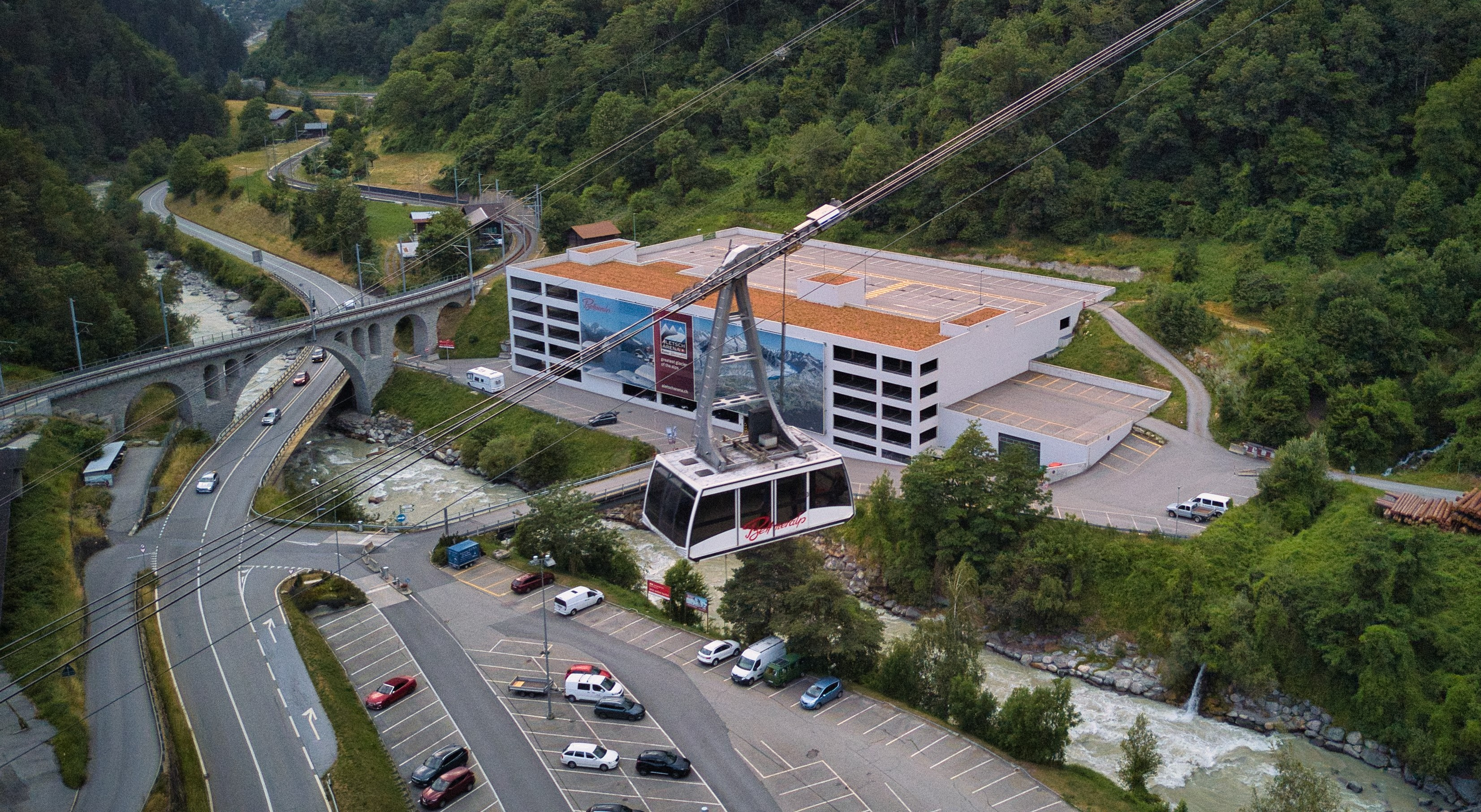
Luftseilbahn Betten Talstation – Bettmeralp

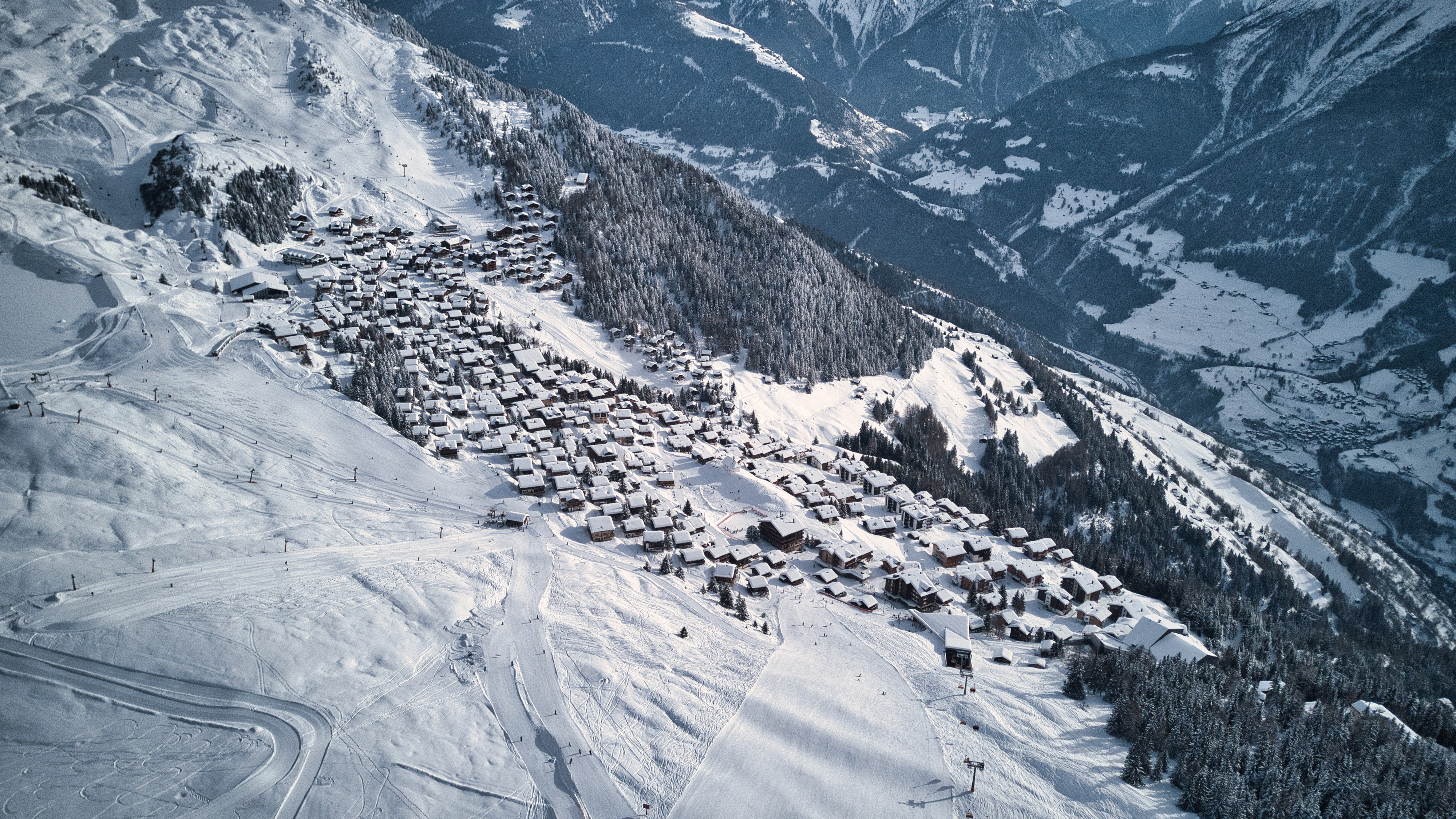
Bettmeralp aus der Luft im Winter 2023

Durch die Lage oberhalb des Rhonetals kommt es im Winter zu Inversionswetterlagen, die das Tal mit Hochnebel füllen und vom gleichzeitig oft sonnigen Hochplateau aus zu besonderen Ausblicken führen.
Dank der geringen Lichtverschmutzung ist die Bettmeralp ein ausgezeichneter Ort zur Sternenbeobachtung.

## Wirtschaft

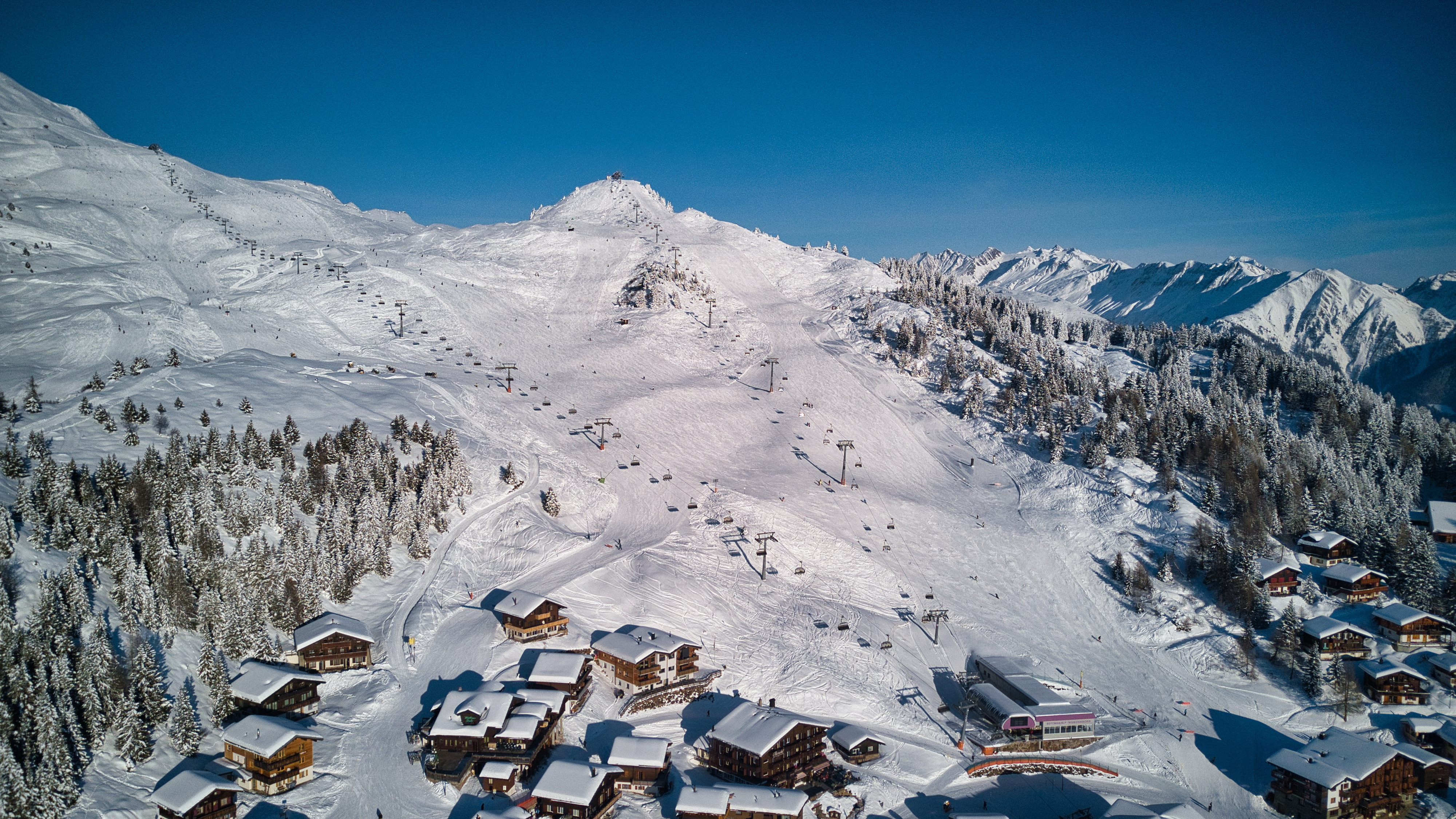
Sessellift Schönbiel (2293 m) und Wurzenbord (2215 m) im Winter 2023

Das einst ausschliesslich als Alp des sich in Hanglage befindlichen Dorfes Betten dienende Hochplateau wurde seit Ende der 1950er Jahre zum Ferienort mit Gasthöfen, Hotels, Ferienwohnungen sowie Skiliften und einer Gondelbahn auf das Bettmerhorn ausgebaut. Heute präsentiert sich die Bettmeralp sowohl Wintergästen (Alpinski in der Aletsch Arena, Langlauf, Wandern) als auch Sommergästen (Wandern, Klettern, Gletschertouren, Laufen, Mountainbiken, Paragliding) als Ferienort. Das Ortsbild wird von typischen Walliserhäusern und in den Landesstil eingepassten Ferienhäusern geprägt.

## Seilbahnen
Die Bettmeralp kann  nur mit der Luftseilbahn von der Bahnstation der Matterhorn-Gotthard-Bahn (800 m ü. M.) aus erreicht werden. Von der Talstation gelangt man entweder mit der kleineren, 1951 gebauten Luftseilbahn (mit Umsteigen in Betten Dorf) nach Bettmeralp, oder über den 1974 gebauten Direktzubringer (120 Personen/Kabine). Die Seilbahn überwindet in 7 Minuten eine Höhendifferenz von mehr als 1'000 m, die Streckenlänge beträgt 2,4 km, die Fahrgeschwindigkeit max. 8 m/s. Diese Direktbahn wurde im November 2006 mit neuen Kabinen ausgestattet. Die Anlage erlaubt es seit dem Bau der grossen Kabinen im Jahr 1974, die Wagen für die Müllabfuhr unten angehängt vom Tal auf die Alp und zurück zu transportieren.
Am 12. Juli 1972 ereignete sich auf der damals einzigen Seilbahn, heute der kleineren, ein schwerer Unfall mit zwölf Todesopfern. Kurz vor 19:00 Uhr war eine Kabine unterwegs von Betten Tal nach Betten Dorf und hatte bereits über die Hälfte der Strecke hinter sich. Bis heute wird dieser Streckenabschnitt von lediglich einer Kabine bedient, welche über die Tragseile an einem Zugseil hochgezogen wird. Rund 20 Meter bevor die Kabine die einzige, kurz vor der Bergstation Betten Dorf befindliche Stahlstütze passierte, kam die Kabine zum Stillstand. Das Zugseil war gerissen, und so bewegte sich die Kabine nach dem kurzen Stillstand erst mit geringer, anschliessend mit immer höherer Geschwindigkeit talwärts. Die Kabine bewegte sich ungebremst auf die Talstation an der damaligen Furka-Oberalp-Bahnlinie (heute Matterhorn-Gotthard-Bahn) zu und zerschellte an der Betonmauer der Talstation. Von den 14 Passagieren in der Kabine wurden 11 tot und 2 schwerverletzt aus den Trümmern der Kabine geborgen, ein Passagier, der aus der Kabine gesprungen war, kam ebenfalls ums Leben. Spätere Untersuchungen zeigten, dass das Seil angerostet war und die Notbremsen versagten. Um das Vertrauen der Bevölkerung in Seilbahnen zurückzugewinnen, verschärfte der Bundesrat die Vorschriften für Seilbahnen. Neben häufigeren Kontrollen, durften an der Kabine angehängte Güter fortan nicht mehr zusammen mit Passagieren transportiert werden.

## Berglauf
Seit 1986 wird auf der Bettmeralp ein hochklassiger Berglauf (Halbmarathon) entlang des längsten Gletschers der Alpen, dem Aletschgletscher, ausgetragen. Auf 21,095 km Distanz werden rund 1'050 Höhenmeter absolviert. Im Jahr 2011 haben erstmals über 2'000 Teilnehmer aus mehr als einem Dutzend Nationen die Ziellinie überquert.

## Sehenswürdigkeiten
Die Kapelle Maria zum Schnee aus dem Jahr 1697 ist ein Wahrzeichen der Bettmeralp. Besonders malerisch liegt sie auf einer Hügelkuppe mit Blick ins Rhonetal und den Gletscher.